# Hugo Benioff
Victor Hugo Benioff (Los Angeles, 14 settembre 1899 – Los Angeles, 1º febbraio 1968) è stato un geofisico e inventore statunitense.

## Biografia
Dopo essersi laureato in Fisica a Pomona nel 1921, lavorò dapprima come astronomo all'Osservatorio di Monte Wilson. Cominciò a interessarsi di Scienze della Terra nel 1924; nel 1935 conseguì il dottorato al California Institute of Technology, dove rimase come professore di Sismologia.
Benioff era molto abile nel progettare strumenti elettrici. Nel 1932 creò un sismometro, utilizzato ancora oggi, molto utile per ottenere informazioni sui terremoti profondi. Un altro strumento ideato da Benioff permetteva di misurare le variazioni nelle dimensioni della Terra.
Benioff si interessò anche di strumenti musicali elettrici, progettando elettrofoni e costruendo prototipi di strumenti elettrici a tastiera per la fabbrica americana di pianoforti "Baldwin Piano Company" fin dai primi anni '30. Collaborò con la pianista Rosalyn Tureck per la costruzione di pianoforti elettrici.

## Piano di Benioff
Un lavoro del 1949, quando cioè il modello della Tettonica delle placche non era ancora accettato, Benioff osservò che gli ipocentri dei sismi, registrati lungo una fascia larga 50 km della costa occidentale dell'America settentrionale, diventavano progressivamente più profondi, con una inclinazione di 33 gradi per quelli con ipocentro fino a 300 km, per giungere a 60 gradi per quelli più profondi. Benioff confermò l'osservazione fatta da Kiyoo Wadati del Central Meteorological Observatory nel 1935, e ipotizzò che questi fenomeni fossero il risultato della subduzione di una placca litosferica sotto un'altra.